# Beatriz Travalon
Beatriz Azzolini Travalon  (Santo André, 19 de julho de 1993) é uma nadadora brasileira, especialista em nado peito.

## Trajetória esportiva
No Campeonato Mundial de Natação em Piscina Curta de 2012, em Istambul, Travalon terminou no décimo lugar no revezamento 4x100 metros medley, 13º nos 50 metros peito e 28º nos 100 metros peito. Bateu o recorde sul-americano nos 4x100 metros medley, com o tempo de 3m57s66, junto com Fabíola Molina, Daynara de Paula e Larissa Oliveira.
Travalon nadou em três provas no Campeonato Mundial de Esportes Aquáticos de 2013 em Barcelona  e terminou em 12º nos 4x100 metros medley, junto com Etiene Medeiros, Larissa Oliveira e Daynara de Paula; 20º nos 50 metros peito; e 39º nos 100 metros peito.
Nos Jogos Sul-Americanos de 2014, Beatriz Travalon ganhou a  medalha de ouro na prova dos 4x100 metros medley.
Nos Jogos Pan-Americanos de 2015, em Toronto, Travalon ganhou a medalha de bronze na prova dos 4x100 metros medley, por participar das eliminatórias da prova. Ela também terminou em sexto lugar nos 100 metros peito, e em 11º nos 200 metros peito.